# 丁利
丁利是马耳他的市镇及村庄，位于馬耳他島西南岸。市镇面积为5.7平方公里，2021年人口数量为3,865人。
丁利距离首都瓦莱塔13公里，离最近的城镇拉巴特两公里。该村位于海拔约230米的高原，靠近马耳他的最高点。

## 外部連結
- 官方网站  （马耳他文） （英文）